# San Jerónimo de Moravia
San Jerónimo es el segundo distrito del cantón de Moravia, de la provincia de San José, en Costa Rica, fundado en el año de 1914. 
El distrito se caracteriza por su paisaje eminentemente agropecuario y forestal y por su poca densidad de población.    

## Toponimia
El nombre del distrito proviene en honor a San Eusebio Hierónimo, patrono del distrito de San Jerónimo y de la Iglesia de San Jerónimo, localizada en el centro del distrito.    

## Historia
En la administración de Alfredo González Flores el 1° de agosto de 1914, en ley n.º 55, se le otorgó el título de Villa a la población San Vicente, cabecera del nuevo cantón creado en esa oportunidad. Posteriormente, el 6 de diciembre de 1963, en el gobierno de Francisco Orlich Bolmarcich, se promulgó la ley n.º 3248 que le confirió a la villa, la categoría de ciudad.

## Ubicación
Se ubica en el norte del cantón. El distrito limita al oeste con los cantones de San Isidro y Santo Domingo. al sur con el distrito de La Trinidad y al este y norte con el cantón de Vázquez de Coronado. 

## Geografía
San Jerónimo cuenta con un área de 18,53 km² y una altitud media de 1396 m s. n. m.

## Localidades
- Poblados: Alto Palma (parte), Platanares, Tornillal, Torre.

## Transporte

### Carreteras
Al distrito lo atraviesan las siguientes rutas nacionales de carretera:
- Ruta nacional 32
- Ruta nacional 307
- Ruta nacional 308
- Ruta nacional 309

## Demografía
Para el año 2022, San Jerónimo cuenta con una población estimada de 8002 habitantes, y para el último censo efectuado, en 2011, San Jerónimo contaba con una población de 6154 habitantes.
Según el Censo Nacional de 2011, el distrito de San Jerónimo contaba con 6 333 habitantes y es el de menor densidad demográfica al ser el distrito más grande del cantón.
Actualmente, el distrito posee una población total de 6 938 habitantes, de acuerdo con las proyecciones del Instituto Nacional de Estadística y Censos (INEC) para el 2016. Por otra parte, la densidad poblacional del distrito ronda los 373,41 habitantes por km².

## Cultura

### Educación
Ubicadas propiamente en el distrito de San Jerónimo se encuentran los siguientes centros educativos:
- Escuela de San Jerónimo
- Escuela Ecológica Braulio Carrillo
- Escuela de Platanares
- Colegio Técnico Profesional (C.T.P.) Abelardo Bonilla Baldares

## Concejo de distrito
El concejo de distrito de San Jerónimo vigila la actividad municipal y colabora con los respectivos distritos de su cantón. También está llamado a canalizar las necesidades y los intereses del distrito, por medio de la presentación de proyectos específicos ante el Concejo Municipal. El presidente del concejo del distrito es el síndico propietario del partido Acción Ciudadana, Douglas José Chavarría Mora.
El concejo del distrito se integra por:

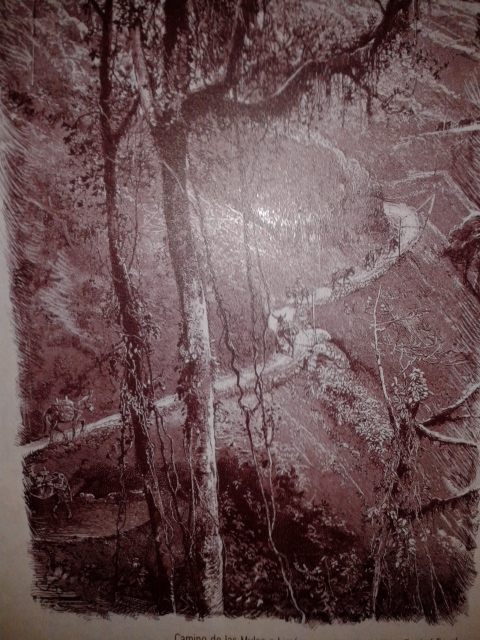
En San Jerónimo está la entrada al antiguo camino de mulas, Bajo de la Hondura

| #                       | Partido                         | Nombre                           |
| Síndico propietario     | Síndico propietario             | Síndico propietario              |
| ----------------------- | ------------------------------- | -------------------------------- |
| 1                       | Partido Acción Ciudadana        | Douglas José Chavarría Mora      |
| Síndico suplente        |                                 |                                  |
| 2                       | Partido Acción Ciudadana        | Brenda Raquel Padilla Bermúdez   |
| Concejales propietarios |                                 |                                  |
| 3                       | Partido Acción Ciudadana        | Arcelio Díaz Chaves              |
| 4                       | Partido Acción Ciudadana        | Odette Sánchez Valerio           |
| 5                       | Partido Unidad Social Cristiana | Alexis del Carmen Fernández Díaz |
| 6                       | Partido Liberación Nacional     | Any Moreira Rojas                |
| Concejales suplentes    |                                 |                                  |
| 7                       | Partido Acción Ciudadana        | Hellen Priscilla Díaz Siles      |
| 8                       | Partido Acción Ciudadana        | Karla Patricia Bermúdez Aguirre  |
| 9                       | Partido Liberación Nacional     | Melissa Méndez Ramírez           |
| 10                      | Partido Unidad Social Cristiana | Angie Quirós Mora                |

.